# Hemimorina setonana
Hemimorina setonana là một loài bướm đêm trong họ Geometridae.